# 金田ゆうじ
金田ゆうじ（かねだ ゆうじ、1978年 - ）は、神奈川県出身のドラマー。おうし座、B型。

## 人物
- 高機能自閉症・アスペルガー症候群[1]である。本人曰く、「他人の感情がわからない」。
  - 「そだちの科学」（日本評論社）2011年10月号 特集記事「アスペルガー症候群のいま」の中で、当事者の声としてエッセイが掲載される。
- 主にdwのドラムセット、PAiSTeのシンバルを使用している。
- プレイスタイルは至ってシンプルでタイトである。
- 無類の練習好き。
- リーダーセッション時のMCでは、途中で本人も収拾がつかなくなることがある。
- 活動履歴を自らはあまり把握していないらしい。
- 山木秀夫、井上鑑と交流があり、音楽家としてかなりの影響を受けている。

## 経歴
- 2002年　アーグリッツに所属。
- 2003年　レボミュージックファクトリーに所属。
- 2005年　ジェットワンに所属。
- 2007年　フリーに。

## 主な活動

### ライブ・レコーディング参加
熊木杏里、島谷ひとみ、臼井嗣人、矢口真里、里田まい、吉澤ひとみ、高橋愛、新垣里沙、ピンク・レディー（2005年再結成ツアー）、梓みちよ（2006年ツアー）、中島愛、初音、崎本大海、友吉鶴心、ダイスケ、吉田山田、いきものがかり、皆川純子、HIRO-X、IKUO、井上鑑、JUNIEL、SUPER☆GiRLS、Sexy Zoneなど。

### ソロシングルCD
- 30:31（サンジュウタイサンジュウイチ）‐2009年8月　shiosai